# Sobór Zstąpienia Ducha Świętego w Czerniowcach
Sobór Zstąpienia Ducha Świętego – prawosławny sobór w Czerniowcach, katedra eparchii czerniowiecko-bukowińskiej Ukraińskiego Kościoła Prawosławnego Patriarchatu Moskiewskiego.

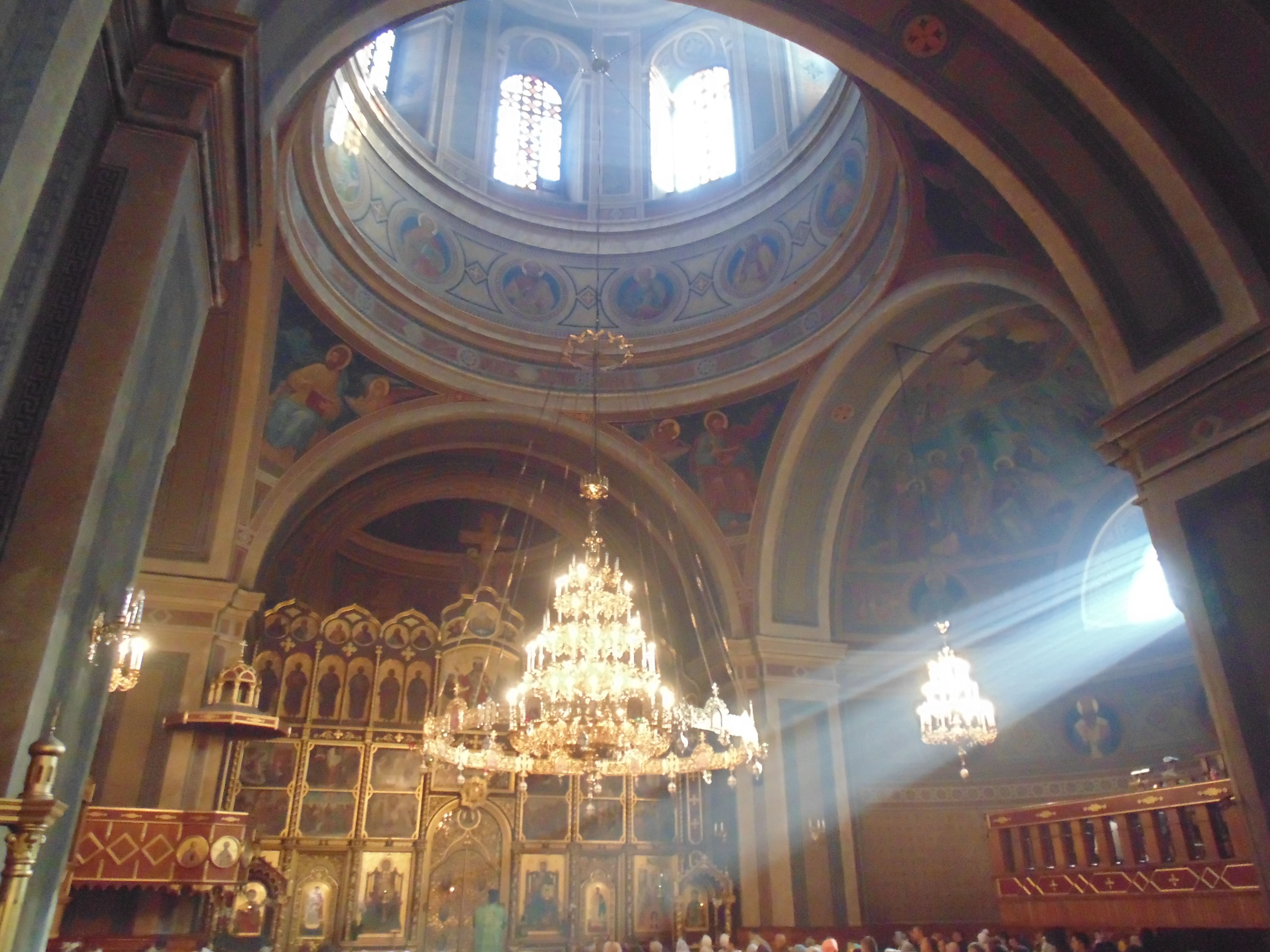
Wnętrze soboru

## Historia
Sobór został wzniesiony w latach 1844–1864 dzięki staraniom prawosławnego biskupa (od 1873 — metropolity Bukowiny) Eugeniusza (Hakmanna). Zbudowany w oparciu o jeden z niezrealizowanych, odrzuconych w konkursie projektów soboru św. Izaaka w Petersburgu, podarowany bp. Eugeniuszowi przez metropolitę petersburskiego Serafina. Projekt został zmodyfikowany przez Ferdinanda Rolla. Gotowy budynek wyświęcił bp. Eugeniusz 16 lipca 1864. Pięć lat po zakończeniu budowy obiektu fasada świątyni została przebudowana według koncepcji czeskiego akademika architektury, Josefa Hlavki, który zaprojektował również rezydencję metropolitów Bukowiny i Dalmacji w Czerniowcach. W 1873 w soborze pochowano zmarłego metropolitę Eugeniusza. Ikonostas w cerkwi został wykonany już po ukończeniu prac nad budynkiem, zaś w latach 1892–1896 Karl Jobst i jego uczniowie wykonali we wnętrzu kompleks fresków. 
Cerkiew pozostawała czynna do 1961, gdy zamknięto ją na polecenie władz radzieckich. Funkcje soboru katedralnego eparchii czerniowieckiej przejął wówczas sobór św. Mikołaja w Czerniowcach. Początkowo budowla stała pusta, następnie zaadaptowano ją na magazyn papieru; część pierwotnej dekoracji malarskiej obiektu uległa zniszczeniu. Następnie obiekt przekształcono w siedzibę wystawy towarów przemysłowych. Ostatecznie budowlę zaadaptowano na muzeum sztuki, zostało ono otwarte w 1988. Podczas prac wywieziono z soboru szczątki metropolity Eugeniusza i pochowano je w nieznanym miejscu. W 1989 sobór został oddany Rosyjskiej Cerkwi Prawosławnej. W 1997 ukończono restaurację fresków i odnowę ikonostasu w świątyni, w 2000 zawieszono na dzwonnicach soboru nowe dzwony. 
W 2006 przed soborem odsłonięto pomnik metropolity Eugeniusza autorstwa architekta Wiktora Kilczyckiego i rzeźbiarza Mykoły Mirosznyczenki, ufundowany przez lokalny oddział Partii Regionów.